# Severozahodna ozemlja
Severozahodna ozemlja (tudi Severozahodni teritoriji; izvorno angleško: Northwest Territories ali NWT, francosko: Territoires du Nord-Ouest ali TNO) so zvezno ozemlje Kanade. Obsegajo velik del severozahodne Kanade med Jukonom in Nunavutom, vključno z nekaterimi otoškimi ozemlji v Beaufortovem morju in Arktičnem oceanu, na jugu pa mejijo na province Britansko Kolumbijo, Alberto in Saskatchewan. Glavno mesto ozemlja je od leta 1967 v Yellowknifeu.
Podnebje na Severozahodnih ozemljih prehaja od subarktičnega na celinskem delu do polarnega na otokih, zato je poselitev izredno redka. Podobno je z rastjem, ki prehaja od iglastih gozdov na jugu v tundro na severu. V osrednjem delu leži Veliko medvedje jezero, največje jezero, ki v celoti pripada Kanadi.
Severozahodna ozemlja imajo bogata nahajališča zlata, diamantov, zemeljskega plina, nafte, urana, srebra in bakra. Zaradi obsežnih geoloških virov in redke poselitve imajo Severozahodna ozemlja najvišji BDP na prebivalca v Kanadi in tudi v svetu, če bi bili samostojna država, saj prekašajo Luksemburg, ki je sicer vodilni med državami.